# 大脑皮质
大脑皮質（英語：cerebral cortex）又称大脑皮层、大脑灰質、大脑套层（cerebral mantle），简称皮质、皮层，是大脑的一个解剖结构，由神经灰质组成。大脑皮质是大脑（端脑）的一部分，属于脑和整个神经系统演化史上最为晚出现、功能上最为高階的一部分。

## 大脑皮质的结构

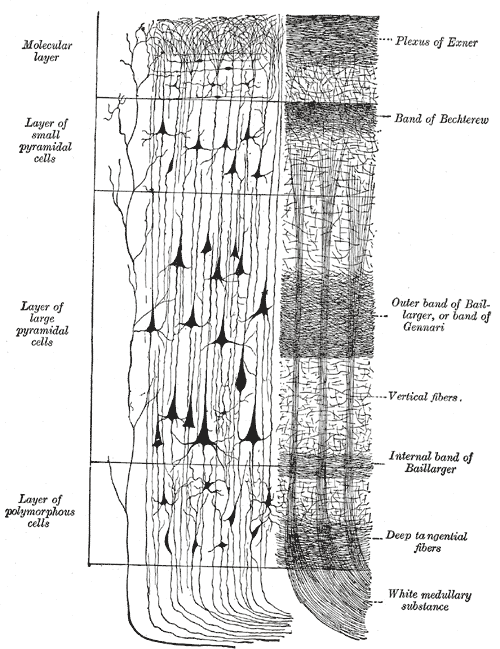
大腦皮層構造 - 左邊為細胞染色，右邊為繊維構造
由上而下依序為分子層（molecular layer, I層）、外颗粒细胞层（External granular layer,II层）、外锥体细胞层（External Pyramidal Layer,III层）、内颗粒细胞层（Internal granular layer,IV层）、内锥体细胞层（Internal Pyramidal layer, V层）、多形細胞層（layer of polymorphous cells, VI層）。

高级动物的大脑皮质是包裹在大脑外侧的连通皮状结构。沟和回是皮质最为显著的两个解剖特征。皮质有些区域向内凹陷，形成称为“沟”的解剖结构。沟之外向外凸出的区域称为“腦回”，越高等的動物腦回皺褶就越多，大腦皮質面積也越大。成年人类的皮质如果全部展平，面积大约有两张报纸展开这么大。大脑皮质的厚度约为2-4毫米。
皮质是由神经细胞组成，包括神经元和星形膠質細胞等其它支持细胞。大多数神经元属于锥体细胞形态，其余形态有篮状细胞等。成年人类大脑皮质所含的神经元的数量大约在1010量级。皮质神经元之间形成大量的突触连接。这些突触连接包括分区内的连接、分区之间的侧向连接和半球之间通过胼胝体的连接、以及和脑的其它部分（例如丘脑、基底核等）形成的连接。
在高级哺乳类动物中，大脑皮质存在分层结构。在新皮质，由外向内依次为1到6层。不同的层的细胞类型和分布，以及投射模式不同。

## 大脑皮质的分区
| 额叶 | 顶叶 | 颞叶 | 枕叶 |

外側大腦皮质的解剖的区分

根据空间位置，大脑皮质被分为几个脑叶。每个叶是空间上连通的一部分皮质。以下列出的是这些分区的名称及目前学术界所认为的主要功能：
- 额叶：高级认知功能，比如学习、语言、决策、抽象思维、情绪等，自主运动的控制（参见运动皮层）。
- 顶叶：躯体感觉（参见体感皮层），空间信息处理，视觉信息和体感信息的整合。
- 颞叶：听觉（参见听觉皮层），嗅覺，高级视觉功能（例如物体识别），分辨左右，长期记忆。
- 枕叶：视觉处理（参见视觉皮层）。
- 边缘系统：奖励学习和情感处理。

高階哺乳类动物大脑皮质的另一个重要特征是功能分区。德国神经学家科比尼安·布洛德曼依据大脑皮质的细胞架构特征将其分区并编号，以他名字命名的分区系统今日仍被广泛使用。
根据进化史，大脑皮质分为新皮质（Neocortex）和異源皮層(Allocortex)。異源皮層主要包括嗅觉皮质（olfactory cortex）和边缘系统。

## 優勢大腦半球
大脑皮质分为左右两个半球。两侧半球在功能上有分化。在大多数人类中，语言、意念、邏輯、理性主要由左脑掌管，而右脑负责视觉思维和情感等。例如：科學家比較理性、有邏輯，所以左腦發達；藝術家重感性、具創造力、擅長空間和物體形狀認知，故右腦發達（以上說法並不被當代神經科學、心理學界支持。多數功能實際上需要左右腦同時參與）。连接两侧半球之间的大量轴突形成一个称为胼胝体的解剖结构。在身體下方相對應腦的主管區域越上方、越精密的動作器官佔的區域越大。